# Danny Post
Danny Post (Amsterdam, 7 aprile 1989) è un ex calciatore olandese, di ruolo centrocampista.

## Carriera
Ha giocato nella prima divisione olandese, categoria nella quale ha totalizzato complessivamente 101 presenze e 4 reti.

## Palmarès

### Club

#### Competizioni nazionali
- Eerste Divisie: 1

VVV-Venlo: 2016-2017